# Ernst Peschl
Ernst Ferdinand Peschl (né le 1er septembre 1906 à Passau (Royaume de Bavière) et mort le 9 juin 1986 à Eitorf (Rhénanie-du-Nord-Westphalie)) est un mathématicien allemand.

## Origines
Ernst Peschl est originaire d'une famille de propriétaires de brasserie. Il est le fils de Eduard Ferdinand Peschl et de sa femme Ulla, née Adler.

## Éducation et formation académique
Après la fin sa scolarité dans le secondaire à Passau en 1925, Peschl étudie les mathématiques, la physique et l'astronomie à l'université de Munich. Il obtient son doctorat en 1931 sous la supervision de Constantin Carathéodory grâce à une thèse intitulée Über die Krümmung von Niveaukurven bei der konformen Abbildung einfachzusammenhängender Gebiete auf das Innere eines Kreises; eine Verallgemeinerung eines Satzes von E. Study (« Courbure des courbes de niveau de transformations conformes de domaines uniques connectés à l'intérieur d'un cercle : généralisation d'un théorème d'Eduard Study »).
Les années suivantes, il travaille en tant qu'assistant de Robert König à Iéna et de Heinrich Behnke à Münster. En 1935, il est agrégé de l'université de Iéna. En 1938, il devient temporairement professeur à l'université de Bonn, où il est nommé professeur extraordinaire par la suite.
Sous la contrainte, Peschl devient membre de l'Association nationale-socialiste des enseignants allemands (de) du Parti nazi ainsi que de l'organisation paramilitaire de la Sturmabteilung ; il n'effectue cependant aucune activité au sein des institutions nazies et quite la SA au bout d'un an. De 1941 à 1943, il est réquisitionné en tant qu'interprète français–allemand au sein de la Wehrmacht. De 1943 à 1945, il travaille à l'Institut de recherches pour l'aviation allemande à Brunswick, ce qui le dispense de tout service militaire durant la Seconde Guerre mondiale.
Après la Guerre, Peschl est directeur de l'Institut de mathématiques de Bonn, où il devient professeur ordinaire en 1948. Il promeut les mathématiques appliquées et fonde l'Institut de mathématiques instrumentales, qui devient par la suite la Société de mathématiques et de traitement de données. Il dirige la Société avec Heinz Unger (de) de 1969 à 1974.

## Travaux
Les principaux domaines de recherche de Peschl sont l'analyse complexe géométrique, les équations aux dérivées partielles et la théorie des fonctions de plusieurs variables complexes.
Peschl a été le directeur de thèse de Claus Müller (de), Friedhelm Erwe, Karl Wilhelm Bauer, Bernhard Korte, Stephan Ruscheweyh, et Karl-Joachim Wirths entre autres.
Pesch reçoit un doctorat honoraire de l'université de Toulouse en 1969 et un autre de l'université de Graz en 1982. Pour sa coopération fructueuse avec des mathématiciens français, le gouvernement français lui décerne le titre d'officier des Palmes académiques en 1975. En 1983, il reçoit la croix d'officier de l'ordre du Mérite de la République fédérale d'Allemagne.
Peschl est membre régulier de l'Académie des sciences et des arts de Rhénanie du Nord-Westphalie, des Académies autrichienne et bavaroise des sciences et membre correspondant de l'Académie des sciences, inscriptions et belles-lettres de Toulouse. En 1965, il reçoit la médaille Pierre-Fermat et ainsi qu'une médaille de l'université de Jyväskylä (Finlande).

## Vie privée
En 1940, Ernst Peschl se marie avec Maria Stein, une médecin, avec qui il a une fille, Gisela.

## Publications
- Über die Krümmung von Niveaukurven bei der konformen Abbildung einfachzusammenhängender Gebiete auf das Innere eines Kreises. Eine Verallgemeinerung eines Satzes von E. Study (« Sur la courbure des courbes se niveau de transformations conformes de domaines uniques connectés à l'intérieur d'un cercle : généralisation d'un théorème d'Eduard Study »), Mathematische Annalen no 106, 1932, p. 574–594
- Zur Theorie der schlichten Funktionen, Journal de Crelle no 176, 1937, p. 61–94
- Über den Cartan-Carathéodoryschen Eindeutigkeitssatz (« Sur le théorème de l'unicité de Cartan-Carathéodory »), Mathematische Annalen no 119, 1943, p. 131–139
- Analytische Geometrie ("Analytic geometry"), Bibliographisches Institut ("Bibliographical Institute"), Mannheim, 1961
- Funktionentheorie ("Complex analysis"), Bibliographisches Institut, Mannheim, 1967
- Differentialgeometrie ("Differential geometry"), Bibliographisches Institut, Mannheim, 1973,  (ISBN 3-411-00080-5)